# Antônio Fernandes da Silva Távora
Antônio Fernandes da Silva Távora (Jaguaribe, 17 de outubro de 1851 — Sena Madureira, 13 de setembro de 1916) foi sacerdote católico, advogado, jornalista e político brasileiro.

## Biografia
Filho de pai homônimo e de Idalina Alves de Lima, nasceu na fazenda Caranguejo, distante duas léguas da então vila de Jaguaribe-Mirim (atual município cearense de Jaguaribe). Descende pelo lado paterno de duas famílias portuguesas — Fernandes da Silva, do Porto, e Tavora, de Lisboa — e pelo lado materno da família Vidal de Negreiros, um de cujos membros passou para o Ceará.
Depois de concluir os estudos preparatórios na escola fundada na propriedade da família, em 1869, matriculou-se no Seminário Episcopal de Fortaleza, contando dezoito anos. Cursava ainda esse estabelecimento quando começou a escrever para alguns jornais católicos, sustentando polêmicas religiosas. Foi ordenado presbítero, em 30 de novembro de 1879, pelo bispo D. Luís Antônio dos Santos e cantou sua primeira missa no mês seguinta, na Matriz de Nossa Senhora das Candeias, em Jaguaribe-Mirim. Em 1880, foi provido como pároco encomendado desta mesma paróquia, ali permanecendo até 19 de setembro de 1883, quando foi removido para a freguesia do Crato, paroquiando-a até 11 de janeiro de 1889. Nesta comissão, foi encarregado por D. José Pereira da Silva Barros, então bispo de Olinda, de curar as freguesias de Exu, Granito e Leopoldina, do outro lado da Serra do Araripe.
Entrou para a política ao eleger-se deputado provincial, de 1886 a 1889; já no regime republicano, foi eleito senador estadual na primeira legislatura, em 1891. Nesse mesmo ano, com a deposição do governador José Clarindo de Queirós, adversário político de Floriano Peixoto, pela Escola Militar, pôs-se ao lado do dirigente deposto, acompanhando-o ao Rio de Janeiro. Um mez depois que chegou à capital federal, publicou pelas colunas d'O Combate um manifesto político dando conta dos fatos que se passavam em seu estado natal. Continuou a colaborar nessa folha publicando artigos de propaganda francamente de combate contra o governo do marechal Floriano, sendo o último deles publicado no dia 10 de abril de 1892, estando o seu nome na lista dos que deveriam ser presos e desterrados, ato que, todavia, não foi levado a efeito.
Ainda em abril de 1892, foi nomeado vigário de Cachoeiro de Itapemirim, do então bispado do Rio de Janeiro, no estado do Espirito Santo. Aí permaneceu até junho do ano seguinte, quando foi transferido para a paróquia de Vassouras, no estado do Rio de Janeiro, cargo que deixou a pedido, seis meses mais tarde, indo residir temporariamente em Juiz de Fora, no estado de Minas Gerais.
Em 1894, acompanhou D. José Lourenço da Costa Aguiar, primeiro bispo do Amazonas, e de quem foi o braço direito na organização da nova diocese, sendo nomeado cônego da Catedral de Manaus, em 8 de dezembro desse ano. Acompanhou-o ainda, na qualidade de secretário particular, em diferentes visitas nos rios Solimões, Purus, Madeira e Negro, entre outros, fazendo das suas viagens minuciosas descrições, que publicou a um só tempo em forma de correspondências n'A Verdade, e n'O Apóstolo, jornais católicos de Fortaleza e do Rio de Janeiro, respectivamente.
Retornou ao Ceará rapidamente, em 1896, e, de volta, seguiu com D. José Lourenço, em viagem ad limina apostolorum, para Roma, onde esteve por dois anos. Matriculado na Universidade Santo Apolinário, conquistou sucessivamante nas matérias de direito civil e canônico os graus de licenciado, bacharel e doutor in utroque jure. Terminado o curso, matriculou-se na Academia dos Nobres Eclesiásticos, à qual dificilmente são admitidos estrangeiros, e estudou diplomacia. Ao deixar a Academia, em 1899, foi nomeado pelo papa Leão XIII seu camareiro secreto com honras de monsenhor.
Durante sua permanência em Roma, escreveu para diversos jornais religiosos da Itália e de Portugal. Colaborou na Revista Ítalo-Brasiliana, publicando em italiano vários artigos, entre os quais alguns de propaganda em favor da emigração para o Espírito Santo, Amazonas e Pará.
De volta ao Brasil, habilitou-se perante o tribunal da Relação de Manaus para o exercício da advocacia no estado.
Foi um dos redatores d'A Vanguarda, na sua fase neutra, bem como do Correio do Cariri, jornais do Crato. Escreveu correspondências sob o pseudonymo Phocion para o Jornal do Amazonas, de Manaus, e A Ordem, de Sobral, e foi um dos colaboradores d'O Cachoeirano, salientando-se dentre os seus escritos alguns artigos de propaganda em favor da colonização do Espírito Santo e da criação de um bispado ali. Colaborou ainda n'O Século de Baturité, n'O Vassourense, da cidade de Vassouras, n'O Norte e n'A Constituição de Fortaleza, publicando neste último resumos de uma longa série de conferências, que realizou na Igreja do Sagrado Coração de Jesus. Escreveu também alguns dramas religiosos: Lázaro e o Rico Avarento, José e Seus Irmãos no Egito e Emigração para o Amazonas.
Acometido de malária, faleceu em Sena Madureira, onde era pároco desde 1908, aos 65 anos de idade.
Tio do ex-senador Fernandes Távora, foi, acima de tudo, orientador e encaminhador da família. Cuidou com todo zelo em encarreirar os seus quatro irmãos menores: Manuel, Carloto, Elisiário e Belisário, os quais, depois de iniciarem os estudos secundários no colégio que fundara em Jaguaribe-Mirim, foram seguidamente matriculados no Seminário de Fortaleza, em 1881, 1882 e 1883, sendo que o primeiro, meses depois, abandonou totalmente os estudos e os dois últimos deixaram o Seminário, formando-se em direito, só se ordenando o segundo. Particularmente, dirigia também um curso em que estudavam suas irmãs. Uma dificuldade insuperável antepunha-se ao proseguimento dos estudos dos seus irmãos. A seca de 1877-1879, época em que faleceu seu pai, solapou a fortuna da família. Não desanimou, todavia. Enquanto esteve em Jaguaribe-mirim, não pôde pagar um trimestre sequer pelos seus estudantes, o que só conseguiu depois de se achar algum tempo no Crato e isto mesmo custando-lhe empréstimos com juros pesados, facto que mais tarde, quando deputado provincial, foi allegado por um seu adversário.